# Centro de Formación Interdisciplinaria Superior
El Centro de Formación Interdisciplinaria Superior, más conocido como CFIS, es un centro asociado de excelencia a la Universidad Politécnica de Cataluña que permite acceder vía un examen de acceso a algunos dobles grados de la Universidad.

## Historia
El CFIS comenzó siendo una experiencia piloto de doble titulación en telecomunicaciones y matemáticas en 1999, y desde 2003 es un centro más de la Universidad que incorpora cada curso un número muy limitado de estudiantes de alto nivel. Cuenta con unos 200 estudiantes (40 nuevos cada año).
En 2022, la Olimpiada informática Femenina se organizó en el CFIS.